# Biggesee
De Biggesee is een 9 km² groot kunstmatig stuwmeer in de Duitse deelstaat Noordrijn-Westfalen (Kreis Olpe), ontstaan door de stuwdam, gebouwd in de periode 1956 tot 1965 in de Bigge. Het stuwmeer ligt in Sauerland tussen Olpe en Attendorn.

## Aanleg
Het Ruhrgebied had regelmatig een tekort aan water. Om hierin in voldoende mate te kunnen voorzien werden in Sauerland verschillende stuwmeren aangelegd, onder meer ook de Möhnesee en de Diemelsee. In 1953 werd begonnen met de voorbereidingen van de aanleg van een groot stuwmeer, de latere Biggesee. Het Ruhrgebied moest vanaf 1956 al betalen voor de bouw hiervan: de Biggepfennig. In 1965 was de Biggesee klaar. Met een lengte van 15 km werd dit het grootste stuwmeer van Sauerland. Waar nu water is, stonden ooit huizen en lagen wegen: de restanten ervan liggen nog onder water. Meer dan 2500 mensen moesten er voor verhuizen. De laatste betalingen werden in 2009 afgelost door het Ruhrverband, dat de stuwmeren in Sauerland beheert. De aanleg van de Biggesee kostte in totaal bijna een miljard euro.
De naam van het meer verwijst naar de Bigge, een van de rivieren die water aanvoert naar het meer.

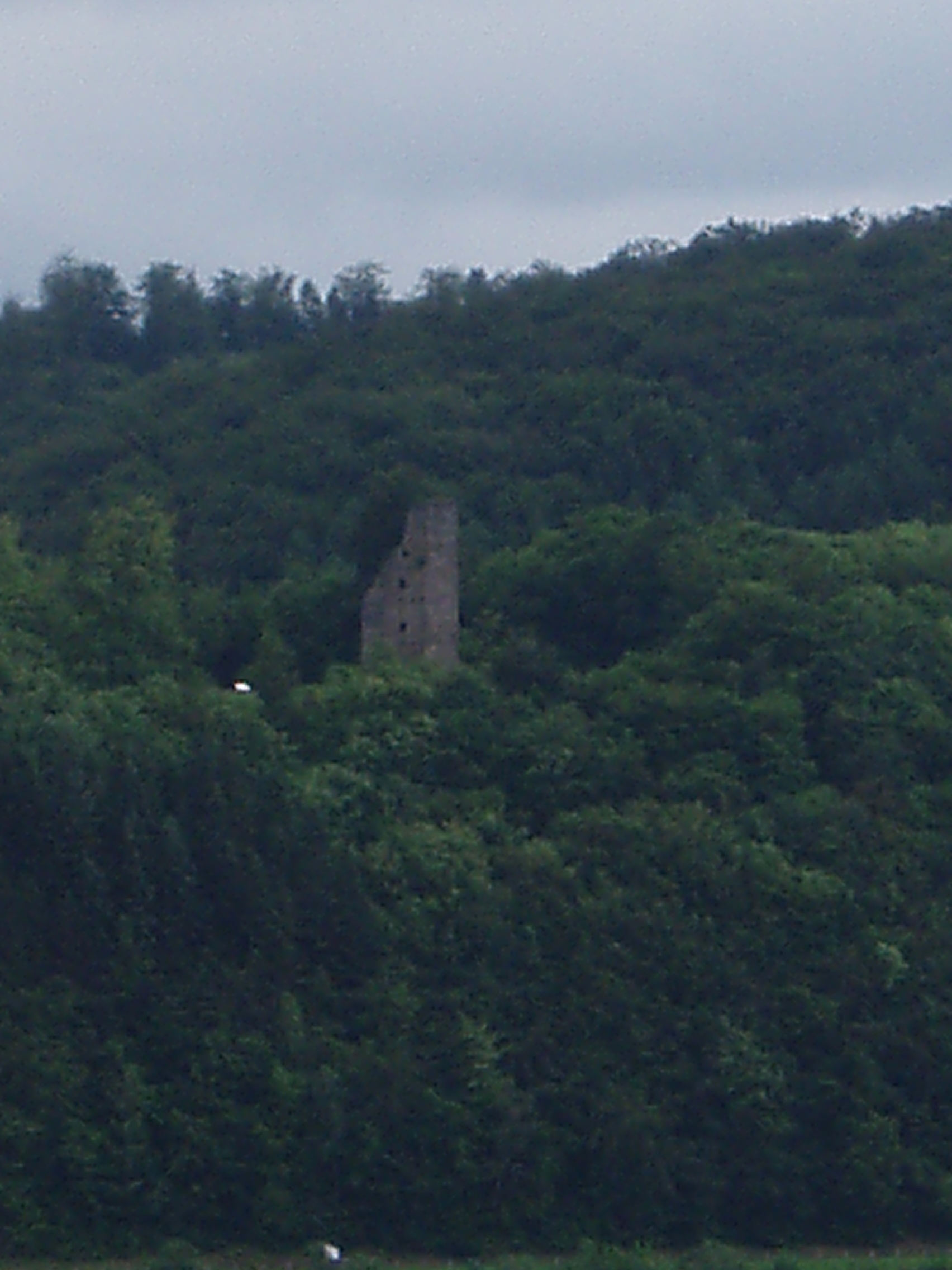
Ruïne van de Waldenburg, gezien vanop de Biggedam.

## Stuwdam
De grote stuwdam ligt bij Attendorn. De Biggeseestuwdam is 640 m lang en bevat ongeveer 2 miljoen m³ beton. Op de dam loopt een geasfalteerde weg waarop kan gefietst en gewandeld worden. Vanop de dam is aan de overzijde een toren van de ruïne van de oude burcht Waldenburg te zien.

## Sport en ontspanning
Op en rond de Biggesee zijn heel wat activiteiten mogelijk. Rond het meer ligt veel bos- en natuurgebied waar men kan wandelen, fietsen en paardrijden. Rond het meer zijn niet minder dan 600 km bewegwijzerde wandelingen aangebracht. Aan verschillende stranden mag gezwommen worden en op het water mag gesurft worden.
Op het meer kan gevaren worden met de plezierboten MS Bigge en MS Westfalen, de zogenaamde "Witte Vloot" – andere motorboten zijn niet toegestaan – of met zeilboten. De olympisch zeiler Johannes Polgar leerde zeilen op de Biggesee. Jaarlijks vindt in juli/augustus op het meer de Drakenbootrace plaats. Op enkele plaatsen kan men ook duiklessen nemen.
Ten zuiden van Attendorn werd in 2013 het uitzichtplatform "Biggeblick" opgericht. Vanaf een camping leidt een 600 m lang pad naar het platform, waarop men vanuit een hoogte tussen de bomen een uitzicht heeft op de Biggesee.